# Hémopéricarde
 Mise en garde médicale
L'hémopéricarde est un épanchement sanguin dans le péricarde qui est la membrane séreuse qui enveloppe le cœur. C'est de fait un épanchement péricardique.

## Causes
Il peut être secondaire à une affection médicale ou iatrogénique ; la dissection aortique peut entraîner un hémopéricarde.

## Diagnostic
Il est essentiellement clinique. La biologie et l'écho-radiologie en apportent la confirmation.

## Complications
Le risque majeur en est la tamponnade cardiaque, qui est un épanchement péricardique compressif. C'est une urgence médico-chirurgicale.
Il en existe deux formes[réf. souhaitée] :
1. la forme aiguë traumatique ;
2. la forme subaiguë, généralement secondaire à un cancer ou une insuffisance rénale[réf. nécessaire].

## Traitement
En dehors d'une cause majeure (infarctus du myocarde, enfoncement thoracique, plaie du cœur, etc.) qu'il faut évidemment traiter en urgence, les épanchements peu abondants (inférieurs à 50 ml) sont relativement bien tolérés, le traitement se limite alors à une surveillance clinique et échographique. 
Les épanchement importants nécessitent une intervention de drainage péricardique.
Dans tous les cas, une surveillance s'impose pour dépister l'apparition d'une constriction cardiaque par épaississement du péricarde.